# Sida itaparicana
Sida itaparicana är en malvaväxtart som beskrevs av Antonio Krapovickas. Sida itaparicana ingår i släktet sammetsmalvor, och familjen malvaväxter. Inga underarter finns listade i Catalogue of Life.